# Храм Диоскуров
Храм Диоску́ров, Храм Ка́стора и По́ллукса (лат. Aedes Castoris) — один из старейших храмов на Римском форуме. Храм был посвящён близнецам Кастору и Поллуксу, сыновьям Юпитера. Был построен в 484 году до н. э. по заказу сына диктатора Авла Постумия по случаю победы над Тарквинием близ озера Регил в Лации (499 г. до н. э.). Диоскуры якобы помогли одержать победу и принесли эту новость в Рим. Около 117 года до н. э. храм был обновлён Луцием Цецилием Метеллом Далматиком. В I веке н. э. по приказу Тиберия храм обновили. На сегодняшний день сохранились три колонны коринфского ордера (15 м в высоту), так называемые «Три сестры».
Алтарь и источник Ютурны, в котором, по легенде, братья напоили своих коней, находились рядом с храмом.

Храм Диоскуров
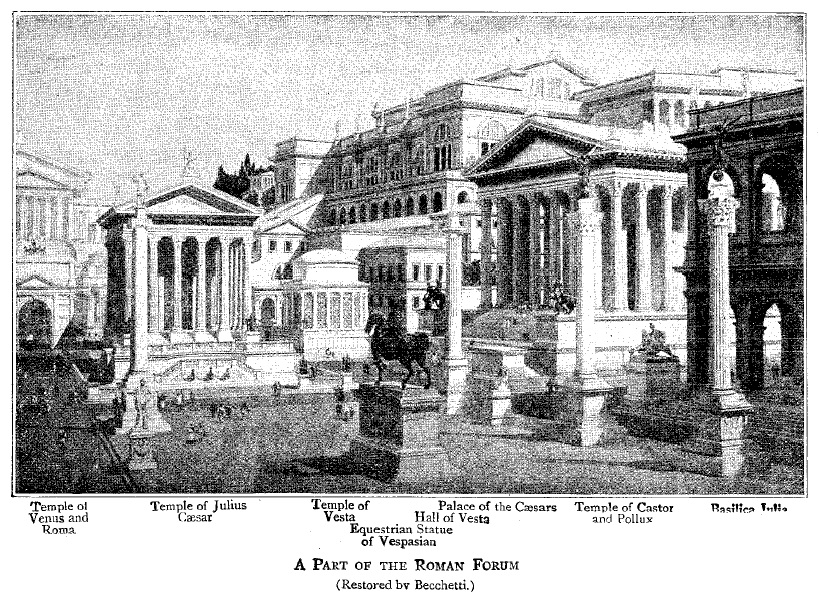
Реконструкция Храма Диоскуров и др. строений Форума
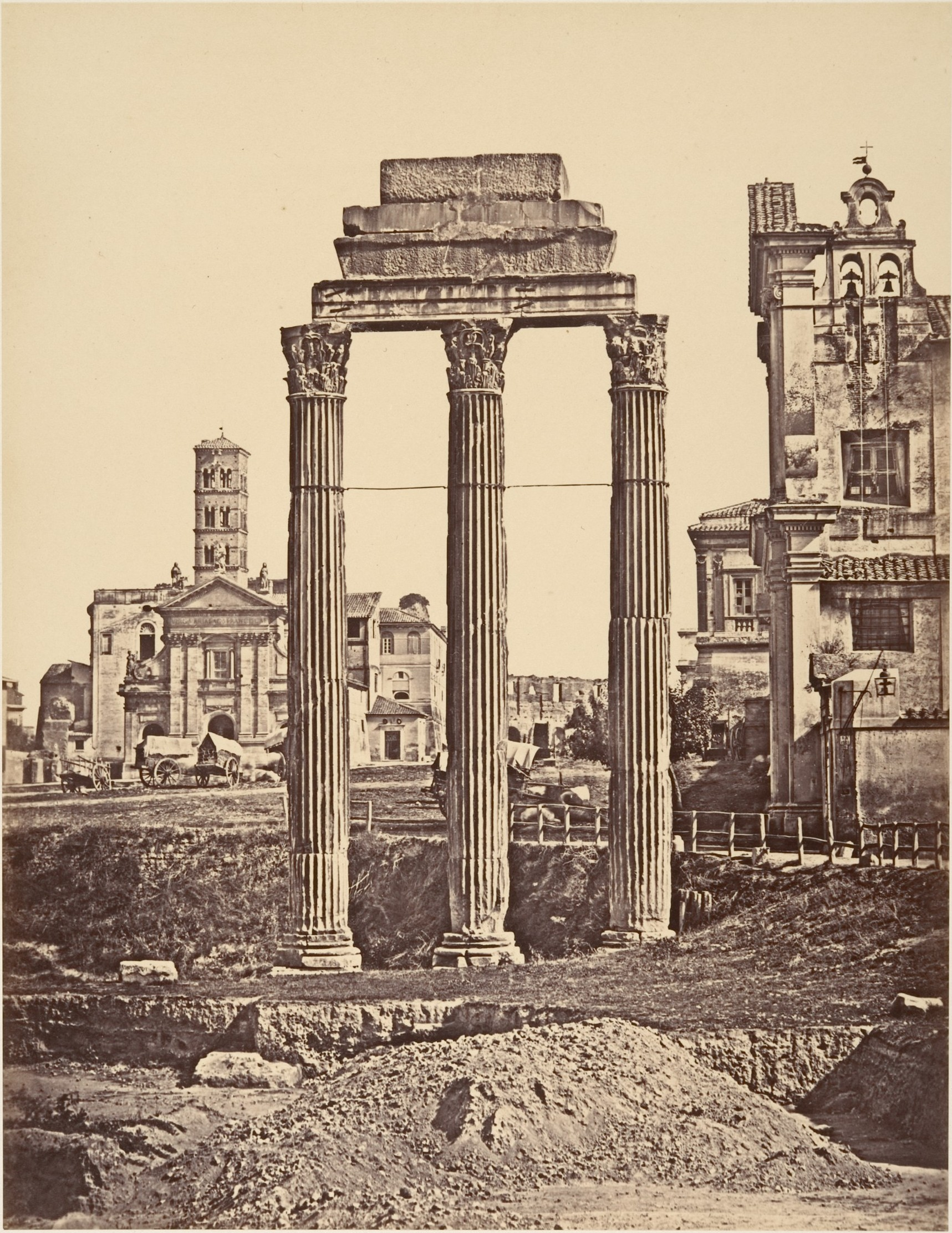
Храм Диоскуров в середине XIX века (вид на Колизей)
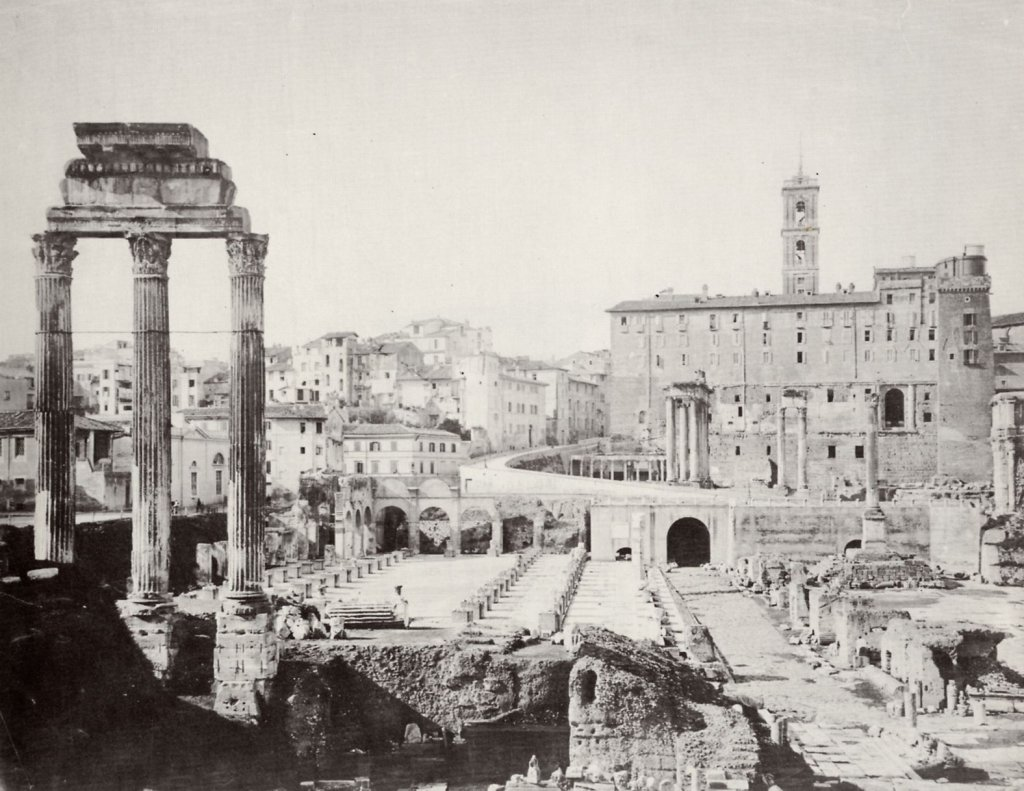
Храм Диоскуров в 1880 г. (вид от Колизея)